# منهاج الإدارة المتقدمة
منهاج الإدارة المتقدمة (AMP) هو منهاج تعليمي تنفيذي مكثف بدون درجة علمية تقدمه غالبًا كليات إدارة الأعمال النخبة ويستهدف كبار المديرين والمسؤولين الحكوميين.[1] يتم تقديمه من قبل كليات إدارة الأعمال في عدة أجزاء من العالم، بما في ذلك أمريكا الشمالية وأوروبا والهند وأستراليا. عادة ما يتمتع المشاركون بخبرة إدارية لا تقل عن 15 عامًا [1] ويكونون ضمن مستوى واحد أو مستويين من C-suite.
تتخطى مثل هذه البرامج المناهج الأساسية لبرامج ماجستير إدارة الأعمال وماجستير إدارة الأعمال التنفيذية لأنه، وفقًا لصحيفة وول ستريت جورنال، «هؤلاء الطلاب يتجاوزون تلك الأجرة.» [1] بدلاً من ذلك، تركز برامج الإدارة المتقدمة على تدريس «كيفية القيادة... وفن تنفيذ الرؤية».[1] مدرسة كولومبيا للأعمال AMP، على سبيل المثال، مبنية على ثلاث ركائز: القيادة بشكل أصيل، والتفكير الاستراتيجي، والتنفيذ الديناميكي.[3]
عادة ما تكون برامج الإدارة المتقدمة انتقائية للغاية. تقدم كليات إدارة الأعمال هذه البرامج مرتين فقط في السنة على الأكثر وتحد عمومًا عدد الطلاب في الفصول بما لا يزيد عن 50 طالبًا. [1] يعتمد القبول في برامج الإدارة المتقدمة، بدلاً من الاعتماد على درجات أكاديمية أو درجات اختبار موحدة، على الأقدمية الإدارية والإنجازات في مكان العمل.
في عام 2008، كانت تكلفة برامج الإدارة المتقدمة عمومًا في حدود 3,000 دولار أمريكي - 58,000 دولار أمريكي في أفضل كليات إدارة الأعمال، وتم رعاية 95٪ من الطلاب من قبل صاحب العمل.[1] اعتبارًا من عام 2020، كانت أسعار الرسوم الدراسية لبرنامج AMP على سبيل المثال 30,000 فرنك سويسري في IMD، و 38,500 يورو في INSEAD، و 52,450 دولارًا أمريكيًا في كولومبيا، و 60,500 دولارًا أمريكيًا في وارتون، و 65,000 دولارًا أمريكيًا في معهد ماساتشوستس للتكنولوجيا، و 82,000 دولارًا أمريكيًا في جامعة هارفارد.
تقدم بعض كليات إدارة الأعمال حالة الخريجين للطلاب الذين يكملون برنامج AMP الخاص بالكلية، بينما لا تفعل كليات إدارة الأعمال الأخرى.[1]